# Synanthedon novaroensis
Synanthedon novaroensis is een vlinder uit de familie wespvlinders (Sesiidae), onderfamilie Sesiinae.
Synanthedon novaroensis is voor het eerst wetenschappelijk beschreven door Edwards in 1881. De soort komt voor in het Nearctisch gebied.